# Ptochacarus
Ptochacarus (лат.) — род мирмекофильных клещей из отряда Mesostigmata, единственный в составе монотипического семейства  Ptochacaridae. Эндемики Австралии.

## Описание
Мелкие мезостигматные клещи (1—2 мм). Форма тела овальная с тяжело склеротизированными покровами. Латигинальные щиты субтреугольные и каждый с более чем 10 парами щетинок. Щетинки st1 и ассоциированные с ними поры расположены на отдельных передних плателлетах (югуларий). Ноги без коготков, передняя пара ног усиковидная.  Мезогинальный щит субтреугольный, отделён от вентрианального щита. Ptochacarus обнаружены в ассоциации с муравьями родов Iridomyrmex и Camponotus.

## Классификация
Род включает 3 вида эндемиков Австралии. Ptochacarus и семейство вместе с Aenictequidae, Messoracaridae и Euphysalozerconidae включены в состав надсемейства Aenictequoidea.
- Ptochacaridae Kethley, 1977
  - Ptochacarus Silvestri, 1911
    - Ptochacarus banksi Womersley, 1958
    - Ptochacarus daveyi Silvestri, 1911[4]
    - Ptochacarus silvestrii Womersley, 1958